# Pawieł Szurmiej
Pawieł Szurmiej (biał. Павел Антонавіч Шурмей; ur. 1 września 1976 w Lidzie) – białoruski wioślarz, reprezentant Białorusi w wioślarskiej czwórce podwójnej podczas Letnich Igrzysk Olimpijskich w Pekinie.
W 2022 roku wstąpił do Batalionu im. Konstantego Kalinowskiego. Nosi tam pseudonim „Dziadźka” (biał. "wujek"). W marcu 2023 roku wszczęto przeciw niemu na Białorusi zaocznie postępowanie karne. Od kwietnia 2024 r. jest dowódcą pułku Kalinowskiego.

## Osiągnięcia
- Igrzyska Olimpijskie – Ateny 2004 – czwórka podwójna – 6. miejsce[1].
- Igrzyska Olimpijskie – Pekin 2008 – czwórka podwójna – 11. miejsce[1].
- Mistrzostwa Europy – Ateny 2008 – czwórka podwójna – 9. miejsce.
- World Games – Wrocław 2017 – ergometr wioślarski, 500m – 3. miejsce[5].

## Odznaczenia
- Medal za Zasługi Bojowe – Rada BRL, 2023[6]